# Kurt Eisner
Kurt Eisner (enligt somliga egentligen Kurt Kamonowsky), född 14 maj 1867 i Berlin, Preussen, död 21 februari 1919 i München (mördad), var en tysk socialistisk politiker och revolutionsledare.

## Biografi
Kurt Eisner var son till den judiske fabrikören Emanuel Kamonowsky eller Eisner och Hedwig, född Levenstein. Han studerade litteratur och filosofi och publicerade ett arbete om Friedrich Nietzsche. Därefter var han journalist varvid han antog namnet Eisner och blev då medlem av Sozialdemokratische Partei Deutschlands (SPD). Han anklagade Wilhelm II av Preussen och Tyskland för att ha startat första världskriget. Tillsammans med några andra, lämnade han 1917 partiet för att bilda Tysklands oberoende socialdemokratiska parti. Efter en demonstration i München i januari 1918 fängslades Eisner, och frigavs i oktober. Natten mellan den 7 och den 8 november 1918 utropade han Fristaten Bayern, en socialistisk republik, och kung Ludwig III av Bayern (av huset Wittelsbach) flydde utomlands. Eisner blev själv Bayerns ministerpresident.

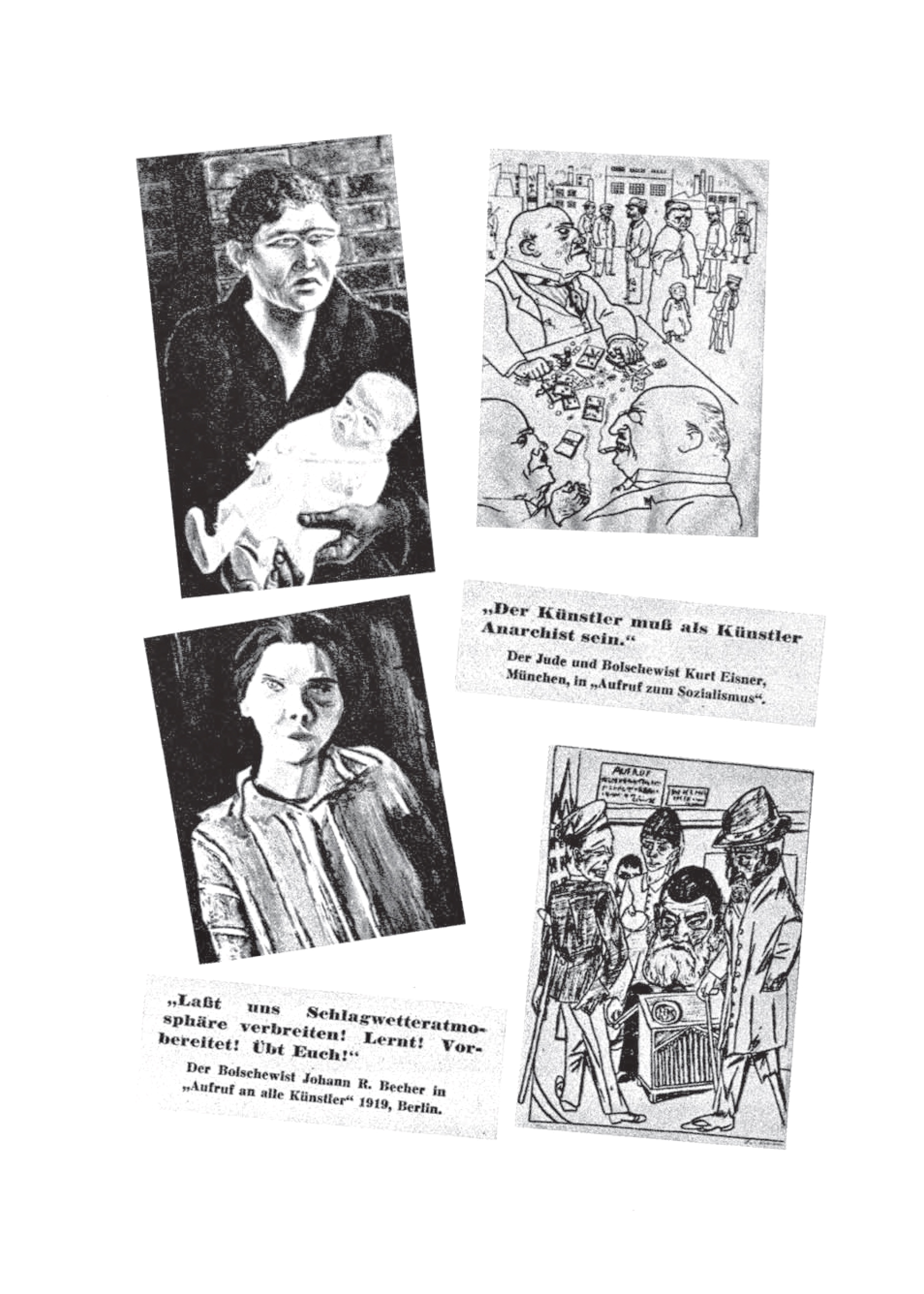
Sida ur utställningskatalogen till Entartete Kunst, redigerad och skriven av Fritz Kaiser.

Eisner försökte till en början förverkliga en rent kommunistisk politik, men stötte på starkt motstånd. Under utarbetandet av författningen för Bayern motverkade Eisner den av Hugo Preuss förordnade unitaristiska linjen och försökte till och med sluta separatfred för Bayern med ententen, en tanke som i Frankrike blev föremål för livligt intresse. Situationen i München blev dock snart ohållbar för Eisner, som beslöt sig för att självmant träda tillbaka. Han var på väg att lämna in sin avskedsansökan, då han sköts ned på trappan till parlamentshuset.
Han mördades av greve Anton von Arco auf Valley, en reservofficer, den 21 februari 1919. Gärningsmannen förmodas ha tillhört en av de militära frikårerna som året 1919 låg bakom flera politiska mord i Tyskland.

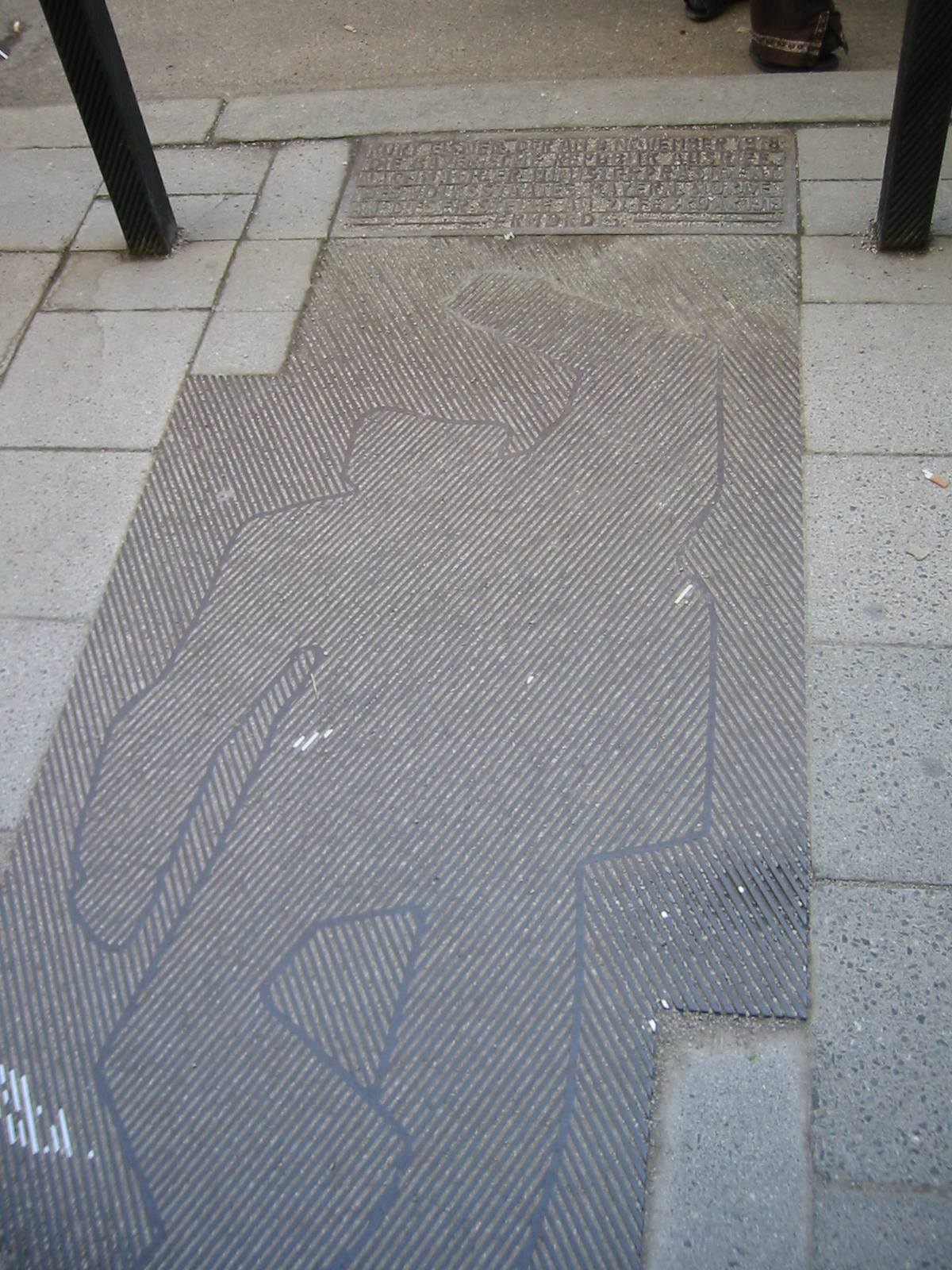
Minnesmärke över Kurt Eisner i München.

Minnesboken Welt werde froh, utgiven på tioårsdagen av mordet på Kurt Eisner, med bland annat material ur hans kvarlåtenskap, brändes under bokbålen i Nazityskland 1933. I katalogen till vandringsutställningen Entartete Kunst (1937–1941) återkom han som "juden och bolsjeviken" som hade uppmanat till socialism. Under en satirisk teckning av George Grosz från efterkrigstidens Berlin kunde ett citat av Eisner läsas. "Konstnären måste som konstnär vara anarkist."